# نادی‌دوبوش
نادی‌دوبوش (به مجاری:  Nagydobos) یک منطقهٔ مسکونی در مجارستان است که در سابولچ-ساتمار-برگ واقع شده‌است. نادی‌دوبوش ۲۶٫۹۳ کیلومتر مربع مساحت و ۲٬۲۲۲ نفر جمعیت دارد.

## خواهرخوانده
شهر کیکیندا خواهرخواندهٔ نادی‌دوبوش هست.